# Stelis binotii
Stelis binotii är en orkidéart som beskrevs av De Wild. Stelis binotii ingår i släktet Stelis och familjen orkidéer. Inga underarter finns listade i Catalogue of Life.